# Escharella obscura
Escharella obscura är en mossdjursart som beskrevs av Norman 1909. Escharella obscura ingår i släktet Escharella och familjen Romancheinidae. Inga underarter finns listade i Catalogue of Life.